# Mönchstraße 62 (Stralsund)
Das Gebäude Mönchstraße 62 in Stralsund ist ein denkmalgeschütztes Bauwerk in der Mönchstraße.

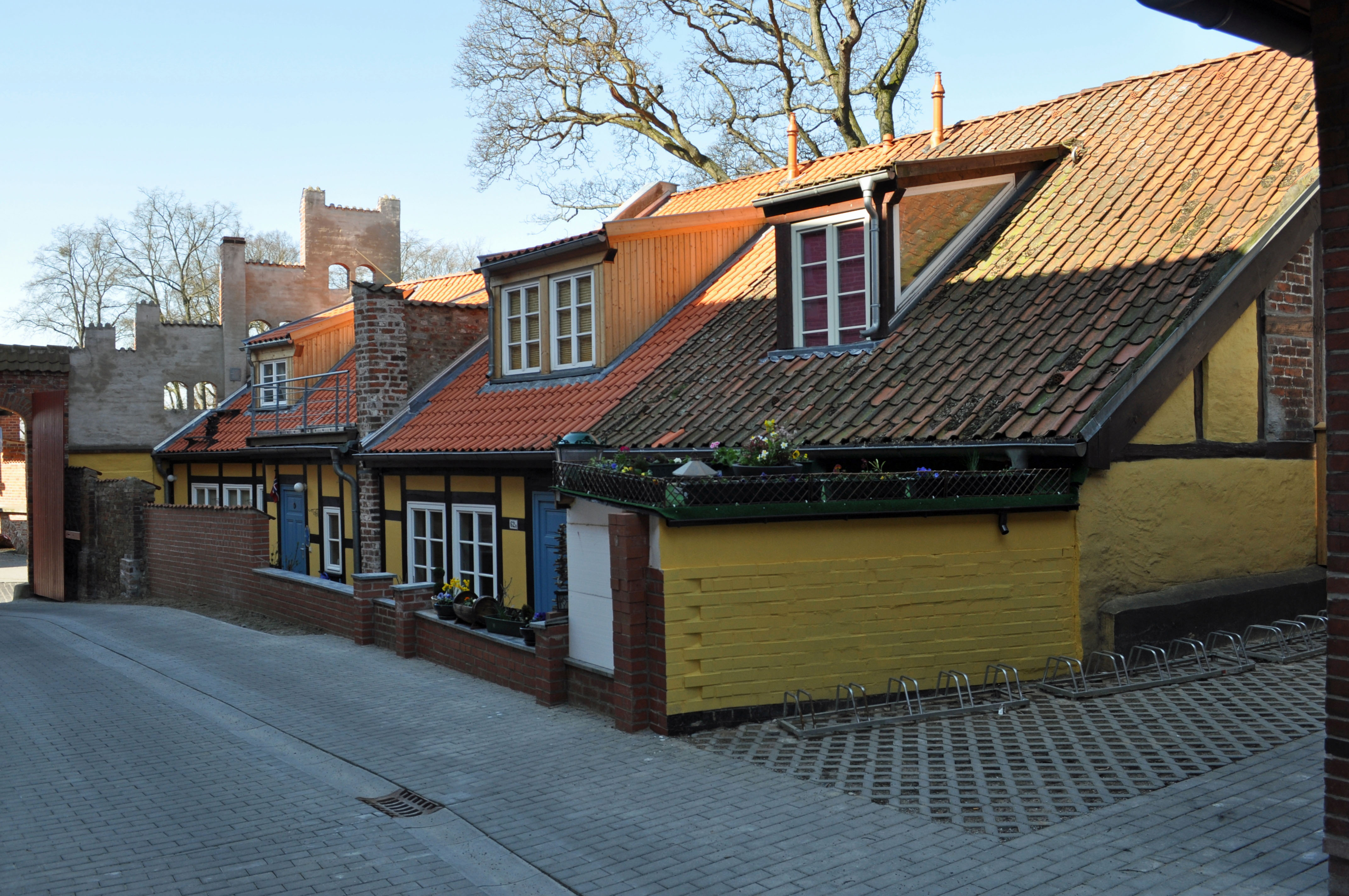
Haus Mönchstraße 62 in Stralsund (2012)

Die neogotisch gestaltete, nach Süden abgetreppte Schaufront der Budenreihe entstand im Jahr 1895. Über dem Portal ist der Schriftzug „Arend Swartes Gang“ zu sehen, der auf den zweiten Stifter, Ratsherr Arend Swarte, hinweist. Dieser hatte im Jahr 1569 die vernachlässigten, um 1500 vom Bürgermeister Henning Wardenberg gestifteten sechs Wohnbuden für Bedürftige instand setzen lassen. Die drei aneinander angebauten, niedrigen Wohnbuden, deren Pultdächer sich an die Stadtmauer anlehnen, wurden als Stiftung gegründet. Ab 1998 wurde der Komplex saniert.
Das Haus im Kerngebiet des von der UNESCO als Weltkulturerbe anerkannten Stadtgebietes des Kulturgutes „Historische Altstädte Stralsund und Wismar“ ist in die Liste der Baudenkmale in Stralsund eingetragen.